# 都留市二十一秀峰
都留市二十一秀峰（つるしにじゅういちしゅうほう）は、都留市域内にあり、景観等が優れる山として、山梨県都留市が定めた21の山域（山頂）。

## 二十一秀峰
1. 高畑山（981.9メートル）
2. 九鬼山（970.0メートル）
3. 高川山（975.7メートル）
4. 鶴ヶ島屋山（1374.4メートル）
5. 本社ケ丸（1630.8メートル）
6. 清八山（1593メートル）
7. 御巣鷹山（三ツ峠山）（1775メートル）
8. 開運山（三ツ峠山）（1785.2メートル）
9. 木無山（三ツ峠山）（1732メートル）
10. 城山（勝山城・571メートル）
11. 倉見山（1256.2メートル）
12. 杓子山（1597.6メートル）
13. 鹿留山（1632.1メートル）
14. 文台山（1198.8メートル）
15. 石割山（1412.5メートル）
16. 御正体山（1681.6メートル）
17. 二十六夜山（1297.3メートル）
18. 赤岩（1450メートル）
19. 今倉山（1470.3メートル）
20. 菜畑山（1283.3メートル）
21. 朝日山（赤鞍ヶ岳）（1299メートル）